# 2014-es labdarúgó-világbajnokság-selejtező (UEFA – B csoport)
A 2014-es labdarúgó-világbajnokság európai selejtező, B csoportjának eredményeit tartalmazó lapja. A csoport sorsolását 2011. július 30-án tartották Rio de Janeiróban. A csoportban körmérkőzéses, oda-visszavágós rendszerben játszottak egymással a csapatok. A csoportelső automatikus résztvevője lett a 2014-es labdarúgó-világbajnokságnak. A csoport második helyezettje nem vehetett részt, mert a csoportmásodikok rangsorolásánál a legrosszabb helyen végzett.
A csoportban Olaszország, Dánia, Csehország, Bulgária, Örményország és Málta szerepel.

## Tabella
| Hely. | Csapat       | M  | Gy | D | V | G+ | G– | Gk  | P  | Továbbjutás                         |     | Olaszország | Dánia | Csehország | Bulgária | Örményország | Málta |
| ----- | ------------ | -- | -- | - | - | -- | -- | --- | -- | ----------------------------------- | --- | ----------- | ----- | ---------- | -------- | ------------ | ----- |
| 1.    | Olaszország  | 10 | 6  | 4 | 0 | 19 | 9  | +10 | 22 | Kijutott a 2014-es világbajnokságra |     | —           | 3–1   | 2–1        | 1–0      | 2–2          | 2–0   |
| 2.    | Dánia        | 10 | 4  | 4 | 2 | 17 | 12 | +5  | 16 |                                     |     | 2–2         | —     | 0–0        | 1–1      | 0–4          | 6–0   |
| 3.    | Csehország   | 10 | 4  | 3 | 3 | 13 | 9  | +4  | 15 |                                     | 0–0 | 0–3         | —     | 0–0        | 1–2      | 3–1          |       |
| 4.    | Bulgária     | 10 | 3  | 4 | 3 | 14 | 9  | +5  | 13 |                                     | 2–2 | 1–1         | 0–1   | —          | 1–0      | 6–0          |       |
| 5.    | Örményország | 10 | 4  | 1 | 5 | 12 | 13 | −1  | 13 |                                     | 1–3 | 0–1         | 0–3   | 2–1        | —        | 0–1          |       |
| 6.    | Málta        | 10 | 1  | 0 | 9 | 5  | 28 | −23 | 3  |                                     | 0–2 | 1–2         | 1–4   | 1–2        | 0–1      | —            |       |

## Mérkőzések
A mérkőzéseket 2012. szeptember 7-e és 2013. október 15-e között játszották le. A pontos menetrendről az országok labdarúgó-szövetségei 2011. november 28-án Prágában egyeztettek.
Valamennyi mérkőzés kezdési időpontja helyi idő szerint van feltüntetve, az egyezményes koordinált világidőhöz (UTC) viszonyítva.
| 2012. szeptember 7. 20:00 (UTC+2) |

| Málta | 0–1               | Örményország |
| ----- | ----------------- | ------------ |
|       | (0–0) Jegyzőkönyv | Sarkisov 70' |

| Nemzeti Stadion, Ta’ Qali Nézőszám: 3517 Játékvezető: Rene Eisner (osztrák) |

| 2012. szeptember 7. 21:45 (UTC+3) |

| Bulgária                   | 2–2               | Olaszország     |
| -------------------------- | ----------------- | --------------- |
| Manolev 30' G. Milanov 66' | (1–2) Jegyzőkönyv | Osvaldo 36' 40' |

| Vaszil Levszki Nemzeti Stadion, Szófia Nézőszám: 12 993 Játékvezető: Martin Atkinson (angol) |

| 2012. szeptember 8. 20:15 (UTC+2) |

| Dánia | 0–0         | Csehország |
| ----- | ----------- | ---------- |
|       | Jegyzőkönyv |            |

| Parken Stadion, Koppenhága Nézőszám: 24 004 Játékvezető: Wolfgang Stark (német) |

| 2012. szeptember 11. 21:00 (UTC+3) |

| Bulgária                    | 1–0               | Örményország              |
| --------------------------- | ----------------- | ------------------------- |
| Manolev 44' Dyakov 41′, 74′ | (1–0) Jegyzőkönyv | Ghazaryan 74′ Pizelli 77′ |

| Vaszil Levszki Nemzeti Stadion, Szófia Nézőszám: 17 883 Játékvezető: Stephan Studer (svájci) |

| 2012. szeptember 11. 20:45 (UTC+2) |

| Olaszország            | 2–0               | Málta |
| ---------------------- | ----------------- | ----- |
| Destro 5' Peluso 90+1' | (1–0) Jegyzőkönyv |       |

| Stadio Alberto Braglia, Modena Nézőszám: 18 000 Játékvezető: Antti Munukka (finn) |

| 2012. október 12. 18:00 (UTC+2) |

| Csehország                               | 3–1               | Málta      |
| ---------------------------------------- | ----------------- | ---------- |
| Gabre Sellasie 34' Pekhart 52' Rezek 67' | (1–1) Jegyzőkönyv | Briffa 38' |

| Města Plzně Stadion, Plzěn Nézőszám: 10 358 Játékvezető: Anar Salmanov (azeri) |

| 2012. október 12. 21:00 (UTC+4) |

| Örményország  | 1–3               | Olaszország                        |
| ------------- | ----------------- | ---------------------------------- |
| Mhitarján 28' | (1–1) Jegyzőkönyv | Pirlo 11' De Rossi 64' Osvaldo 82' |

| Hrezdan Stadion, Jereván Nézőszám: 32 000 Játékvezető: Marijo Strahonja (horvát) |

| 2012. október 12. 21:00 (UTC+3) |

| Bulgária                    | 1–1               | Dánia        |
| --------------------------- | ----------------- | ------------ |
| Rangelov 7' Bandalovski 27′ | (1–1) Jegyzőkönyv | Bendtner 40' |

| Vaszil Levszki Nemzeti Stadion, Szófia Nézőszám: 20 780 Játékvezető: Tony Chapron (francia) |

| 2012. október 16. 20:00 (UTC+2) |

| Csehország | 0–0         | Bulgária |
| ---------- | ----------- | -------- |
|            | Jegyzőkönyv |          |

| Generali Arena, Prága Nézőszám: 16 163 Játékvezető: Vladislav Bezborodov (orosz) |

| 2012. október 16. 20:45 (UTC+2) |

| Olaszország                                          | 3–1               | Dánia       |
| ---------------------------------------------------- | ----------------- | ----------- |
| Montolivo 34' De Rossi 37' Balotelli 54' Osvaldo 46′ | (2–1) Jegyzőkönyv | Kvist 45+1' |

| Stadio Giuseppe Meazza, Milánó Nézőszám: 37 027 Játékvezető: Damir Skomina (szlovén) |

| 2013. március 22. 18:00 (UTC+2) |

| Bulgária                                              | 6–0               | Málta |
| ----------------------------------------------------- | ----------------- | ----- |
| Tonev 6' 38' 68' I. Popov 47' Gargorov 55' Ivanov 78' | (2–0) Jegyzőkönyv |       |

| Vaszil Levszki Nemzeti Stadion, Szófia Nézőszám: zárt kapuk mögött Játékvezető: Eitan Shemeulevitch (izraeli) |

| 2013. március 22. 20:30 (UTC+1) |

| Csehország | 0–3               | Dánia                              |
| ---------- | ----------------- | ---------------------------------- |
|            | (0–0) Jegyzőkönyv | Cornelius 57' Kjær 67' Zimling 82' |

| Andrův stadion, Olmütz Nézőszám: 12 288 Játékvezető: Manuel De Sousa (portugál) |

| 2013. március 26. 20:00 (UTC+4) |

| Örményország | 0–3               | Csehország                |
| ------------ | ----------------- | ------------------------- |
|              | (0–0) Jegyzőkönyv | Vydra 47' 81' Kolář 90+4' |

| Nemzeti Stadion, Jereván Nézőszám: 14 403 Játékvezető: Cristian Balaj (román) |

| 2013. március 26. 20:15 (UTC+1) |

| Dánia                | 1–1               | Bulgária    |
| -------------------- | ----------------- | ----------- |
| Agger 63' (11-esből) | (0–0) Jegyzőkönyv | Manolev 51' |

| Parken Stadion, Koppenhága Nézőszám: 22 357 Játékvezető: Fırat Aydınus (török) |

| 2013. március 26. 20:45 (UTC+1) |

| Málta | 0–2               | Olaszország                 |
| ----- | ----------------- | --------------------------- |
|       | (0–2) Jegyzőkönyv | Balotelli 8' (11-esből) 45' |

| National Stadium, Ta’ Qali Nézőszám: 17 011 Játékvezető: Serdar Gözübüyük (holland) |

| 2013. június 7. 20:00 (UTC+4) |

| Örményország | 0–1               | Málta     |
| ------------ | ----------------- | --------- |
|              | (0–1) Jegyzőkönyv | Mifsud 8' |

| Republican Stadium, Jereván Nézőszám: 8500 Játékvezető: Arnold Hunter (északír) |

| 2013. június 8. 20:45 (UTC+2) |

| Csehország | 0–0         | Olaszország |
| ---------- | ----------- | ----------- |
|            | Jegyzőkönyv |             |

| Generali Arena, Prága Nézőszám: 18 235 Játékvezető: Svein Oddvar Moen (norvég) |

| 2013. június 11. 20:15 (UTC+2) |

| Dánia | 0–4               | Örményország                               |
| ----- | ----------------- | ------------------------------------------ |
|       | (0–2) Jegyzőkönyv | Movsisyan 1' 59' Özbiliz 19' Mhitarján 82' |

| Parken Stadion, Koppenhága Nézőszám: 14 284 Játékvezető: Aleksei Nikolaev (orosz) |

| 2013. szeptember 6. 18:00 (UTC+2) |

| Csehország  | 1–2               | Örményország                  |
| ----------- | ----------------- | ----------------------------- |
| Rosický 70' | (0–0) Jegyzőkönyv | Mkrtchyan 31' Ghazaryan 90+2' |

| Eden Arena, Prága Nézőszám: 17 628 Játékvezető: Antony Gautier (francia) |

| 2013. szeptember 6. 20:00 (UTC+2) |

| Málta      | 1–2               | Dánia                            |
| ---------- | ----------------- | -------------------------------- |
| Failla 38' | (1–0) Jegyzőkönyv | Andreasen 2' Camilleri 52\no.g.' |

| Nemzeti Stadion, Ta’ Qali Nézőszám: 10 000 Játékvezető: Anasztásziosz Szidirópulosz (görög) |

| 2013. szeptember 6. 20:45 (UTC+2) |

| Olaszország  | 1–0               | Bulgária |
| ------------ | ----------------- | -------- |
| Glardino 38' | (1–0) Jegyzőkönyv |          |

| Stadio Renzo Barbera, Palermo Nézőszám: 28 662 Játékvezető: Carlos Velasco Carballo (spanyol) |

| 2013. szeptember 10. 20:00 (UTC+4) |

| Örményország | 0–1               | Dánia                |
| ------------ | ----------------- | -------------------- |
|              | (0–0) Jegyzőkönyv | Agger 73' (11-esből) |

| Hrazdan Stadium, Jereván Nézőszám: 23 000 Játékvezető: Bas Nijhuis (holland) |

| 2013. szeptember 10. 20:00 (UTC+2) |

| Málta       | 1–2               | Bulgária                 |
| ----------- | ----------------- | ------------------------ |
| Herrera 78' | (0–1) Jegyzőkönyv | Dimitrov 9' Gargorov 59' |

| Nemzeti Stadion, Ta’ Qali Nézőszám: 4884 Játékvezető: Alexandru Tudor (román) |

| 2013. szeptember 10. 20:45 (UTC+2) |

| Olaszország                            | 2–1               | Csehország |
| -------------------------------------- | ----------------- | ---------- |
| Chiellini 51' Balotelli 54' (11-esből) | (0–1) Jegyzőkönyv | Kozák 19'  |

| Juventus Stadion, Torino Nézőszám: 35 299 Játékvezető: Jonas Eriksson (svéd) |

| 2013. október 11. 19:00 (UTC+4) |

| Örményország                | 2–1               | Bulgária  |
| --------------------------- | ----------------- | --------- |
| Özbiliz 45+1' Movsisyan 87' | (0–0) Jegyzőkönyv | Popov 61' |

| Republican Stadium, Jereván Nézőszám: 11 000 Játékvezető: Felix Brych (német) |

| 2013. október 11. 19:30 (UTC+2) |

| Málta      | 1–4               | Csehország                                     |
| ---------- | ----------------- | ---------------------------------------------- |
| Mifsud 47' | (0–2) Jegyzőkönyv | Hübschman 3' Lafata 34' Kadlec 51' Pekhart 90' |

| Nemzeti Stadion, Ta’ Qali Nézőszám: 4530 Játékvezető: Matej Jug (szlovén) |

| 2013. október 11. 20:15 (UTC+2) |

| Dánia              | 2–2               | Olaszország                |
| ------------------ | ----------------- | -------------------------- |
| Bendtner 45+1' 79' | (0–1) Jegyzőkönyv | Osvaldo 28' Aquilani 90+1' |

| Parken Stadion, Koppenhága Nézőszám: 35 305 Játékvezető: Stéphane Lannoy (francia) |

| 2013. október 15. 21:15 (UTC+3) |

| Bulgária | 0–1               | Csehország |
| -------- | ----------------- | ---------- |
|          | (0–0) Jegyzőkönyv | Dočkal 52' |

| Vaszil Levszki Nemzeti Stadion, Szófia Nézőszám: 25 464 Játékvezető: Kassai Viktor (magyar) |

| 2013. október 15. 20:15 (UTC+2) |

| Dánia                                                                         | 6–0               | Málta |
| ----------------------------------------------------------------------------- | ----------------- | ----- |
| Rasmussen 8' 74' Agger 11' (11-esből) 39' (11-esből) Bjelland 28' Nielsen 84' | (3–0) Jegyzőkönyv |       |

| Parken Stadion, Koppenhága Nézőszám: 11 479 Játékvezető: Alekszandar Sztavrev (macedón) |

| 2013. október 15. 20:45 (UTC+2) |

| Olaszország                | 2–2               | Örményország               |
| -------------------------- | ----------------- | -------------------------- |
| Florenzi 24' Balotelli 76' | (1–1) Jegyzőkönyv | Movsisyan 5' Mhitarján 70' |

| San Paolo Stadion, Nápoly Nézőszám: 22 000 Játékvezető: Michael Oliver (angol) |